# I Was Here (singel Beyoncé)
I Was Here – utwór nagrany przez Beyonce Knowles z jej czwartego albumu studyjnego, 4 (2011). Utwór został napisany przez Diane Warren, a wyprodukowany przez Ryana Teddera, Brenta Kutzle i Kuka Harrellema. „I Was Here” to refleksyjna ballada, w której Knowles opowiada o jej przeszłości, chcąc pozostawić wpływ na świecie, zanim jej życie dobiegnie końca. Pieśń była inspirowana wydarzeniami związanymi z atakiem terrorystycznym w Stanach Zjednoczonych 11 września 2001.